# Gillonnay
Gillonnay – miejscowość i gmina we Francji, w regionie Owernia-Rodan-Alpy, w departamencie Isère.
Według danych na rok 1990 gminę zamieszkiwały 704 osoby, a gęstość zaludnienia wynosiła 49 osób/km² (wśród 2880 gmin regionu Rodan-Alpy Gillonnay plasuje się na 978. miejscu pod względem liczby ludności, natomiast pod względem powierzchni na miejscu 815.).